# ニューポール
ニューポール(Nieuport)はフランスの航空機会社である。第一次世界大戦前のレーサーや第一次世界大戦や戦間期の戦闘機を製造したことで知られる。

## 概要
1902年にニューポール・デュプレ(Nieuport-Duplex)としてニューポール兄弟により創設され、自動車用電装品の製造を始めた。1909年に Société Générale d'Aéro-locomotionとして改組され、航空機用部品の製造に進出した。航空機の製作も始め、2作目の機体が1909年の後半に飛行に成功した。1911年に飛行機製作を専業とするNieuport et Deplanteとなり、ニューポール兄弟のひとり、エデュアールが飛行機事故で死んだ後、有名な航空の後援者、アンリ・ドゥッシュ＝ド＝ラ＝ムルトが経営を引継ぎ、彼の資本により、社名も Société Anonyme des Établissements Nieuportと変わった。1912年にもう一人のニューポール兄弟のシャルルも事故死すると、主設計者はフランツ・シュナイダーが継いだが、ニューポールの機体は振るわなくなり、シュナイダーは後にLVGに移り、ニューポール機の不法なコピー機を製作した。さらにアントニー・フォッカーとプロペラ同期機銃の特許に関してで長い間、係争をおこなった。
シュナイダーが去った後、主任設計者となったギュスターヴ・ドラージュはニューポールの設計を一新し、下翼が上翼より小さいレーサーを製作した。第一次世界大戦が始まると、これをフランス陸軍などへの売り込みを計った。当時よい飛行機を入手できていなかったイギリス海軍航空隊が購入し、ニューポール 10としてその有用性が証明されると、さらに購入数が増やされたばかりでなく、フランスやロシア帝国軍にも納入が始められた。いわゆるニューポール一葉半戦闘機のシリーズでニューポール 11、17、24と発展し、S.P.A.D. XIIIに主力機の地位を奪われるまで使用された。
第一次世界大戦後は、改造されてスピード記録や高度記録を樹立したニューポール 29や31を製作した。1921年に飛行船メーカーのアストラ社を合併してニューポール・アストラ (Nieuport-Astra)となった後、ほどなく社名をニューポール・ドラージュ (Nieuport-Delage)に変更した。1932年のフランス航空界の再編によってギュスターヴ・ドラージュは引退し社名は再度ニューポールに戻され、1935年にはロワールと合併してロワール・ニューポール (Loire-Nieuport)となったが、1936年の航空機メーカーの国営化計画に伴いSNCAO(Société Nationale de Constructions Aéronautiques de l'Ouest：西部航空機製造公社) に統合され、メーカーとしては消滅した。

## Gallery

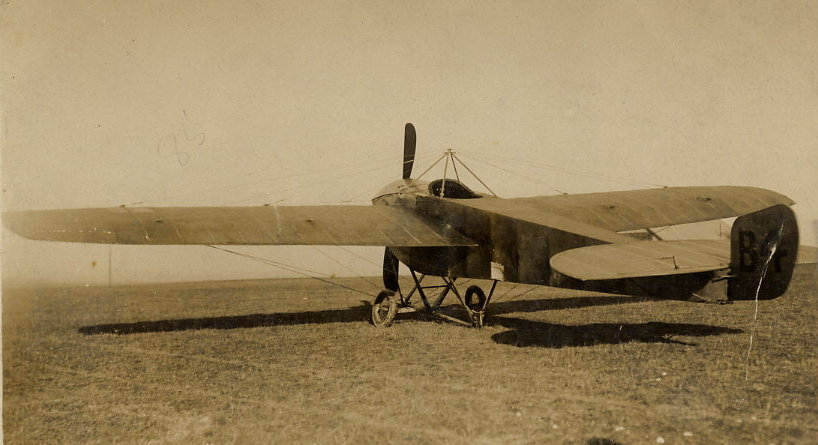
ニューポール IV.G
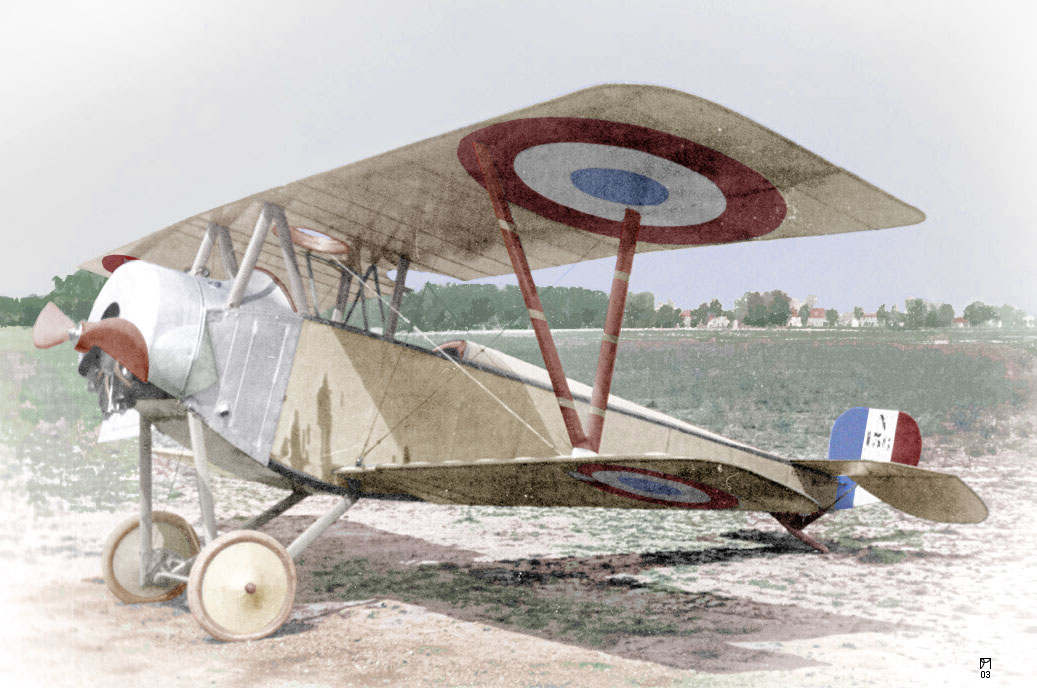
ニューポール 10 C.1
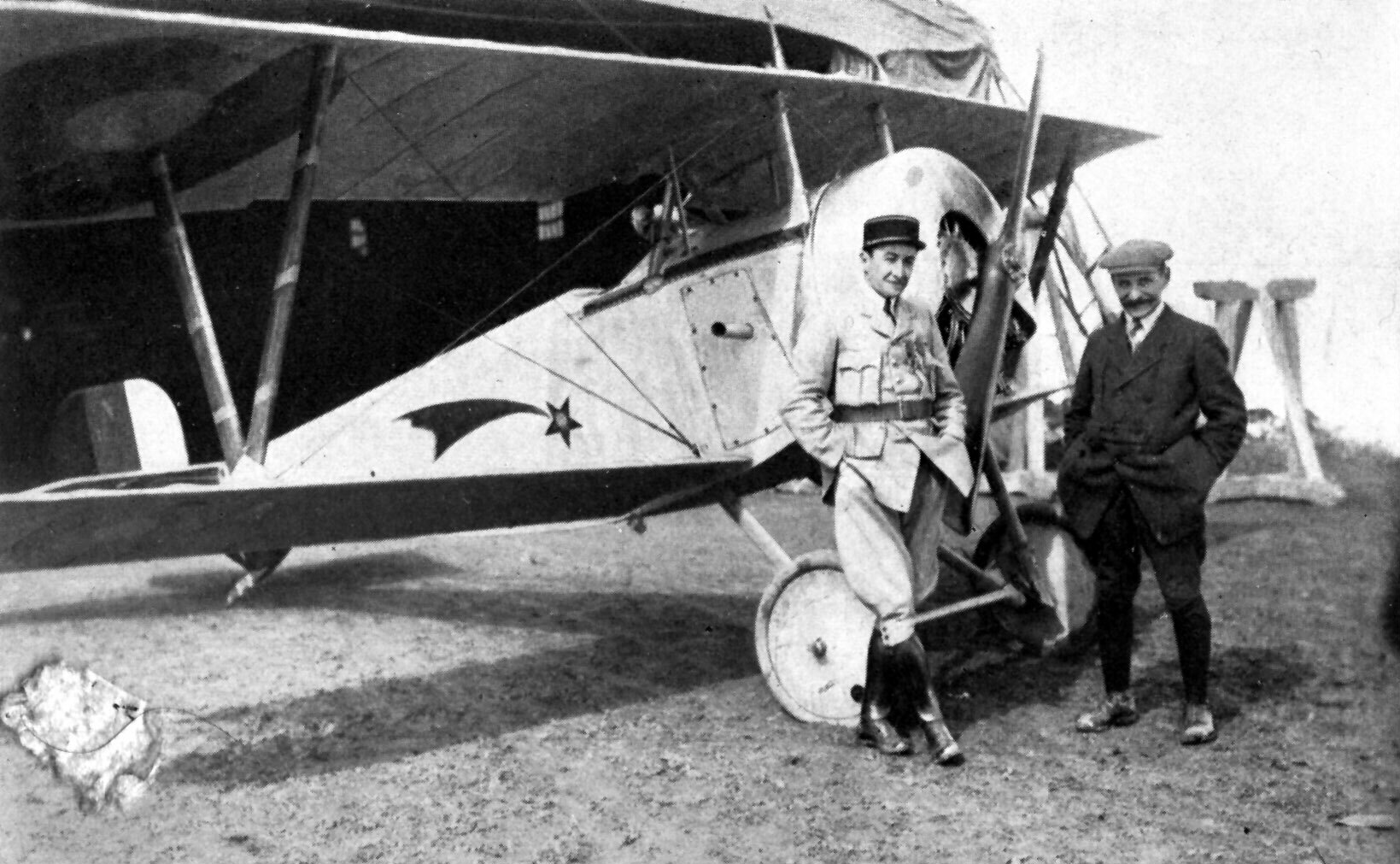
ニューポール 11 C.1
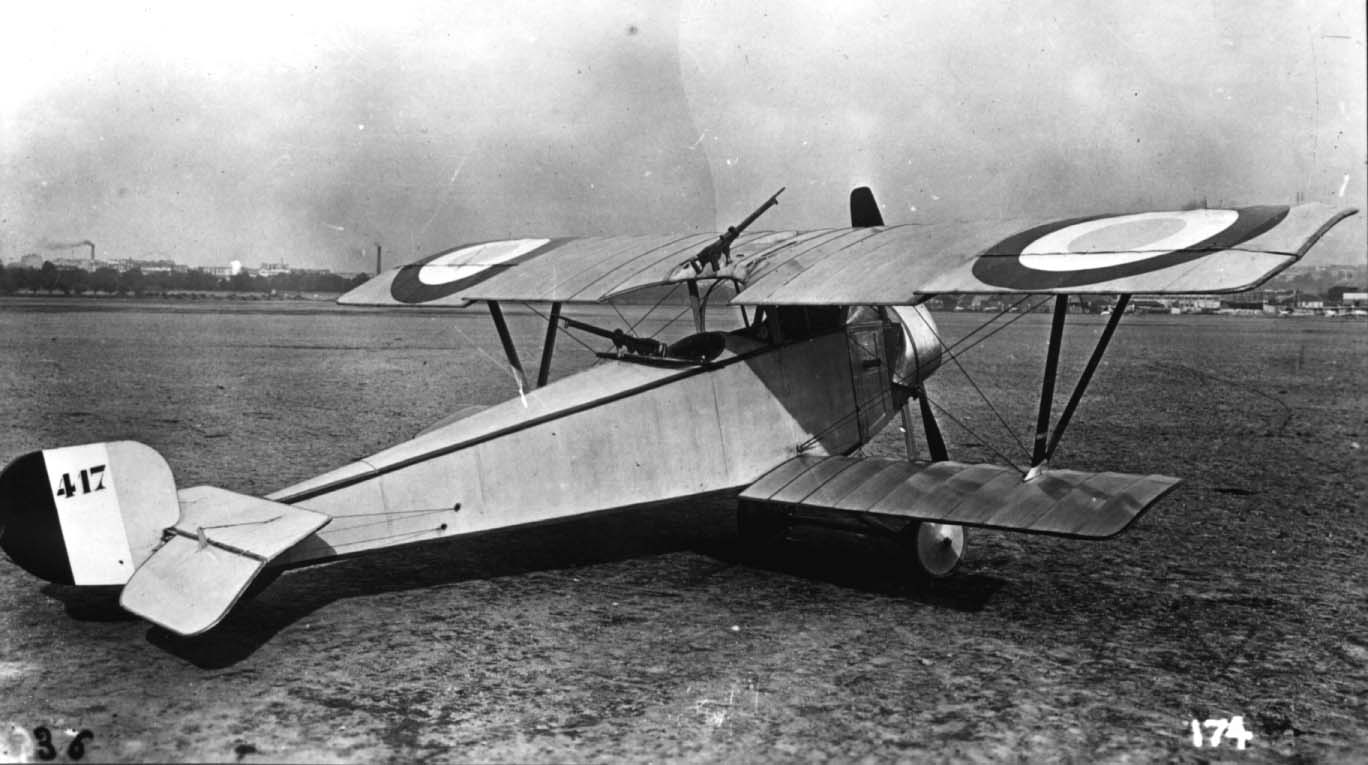
ニューポール 12 A.2 試作機
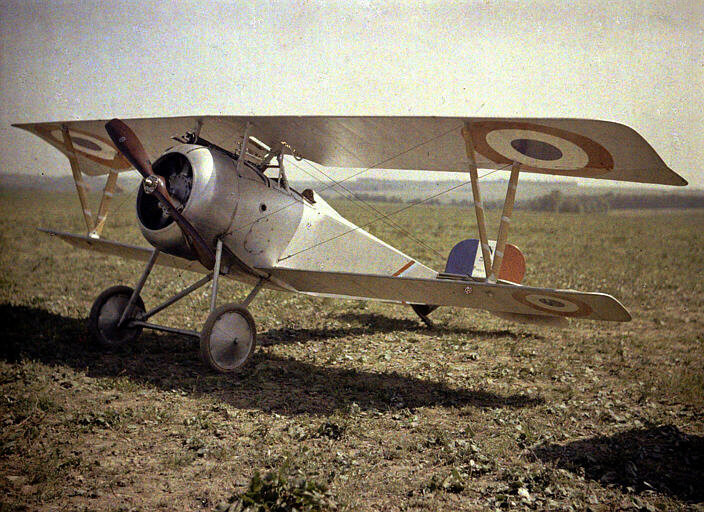
ニューポール 17 C.1
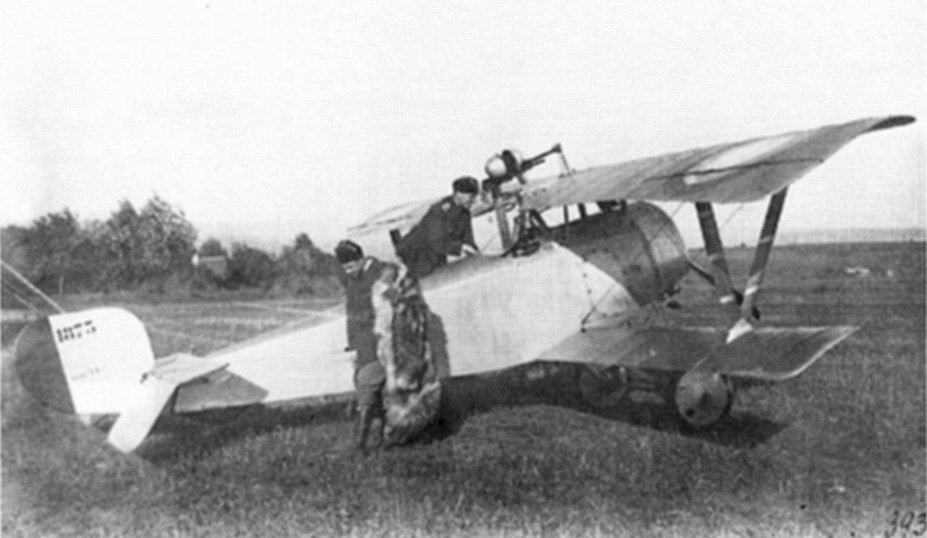
ニューポール 21
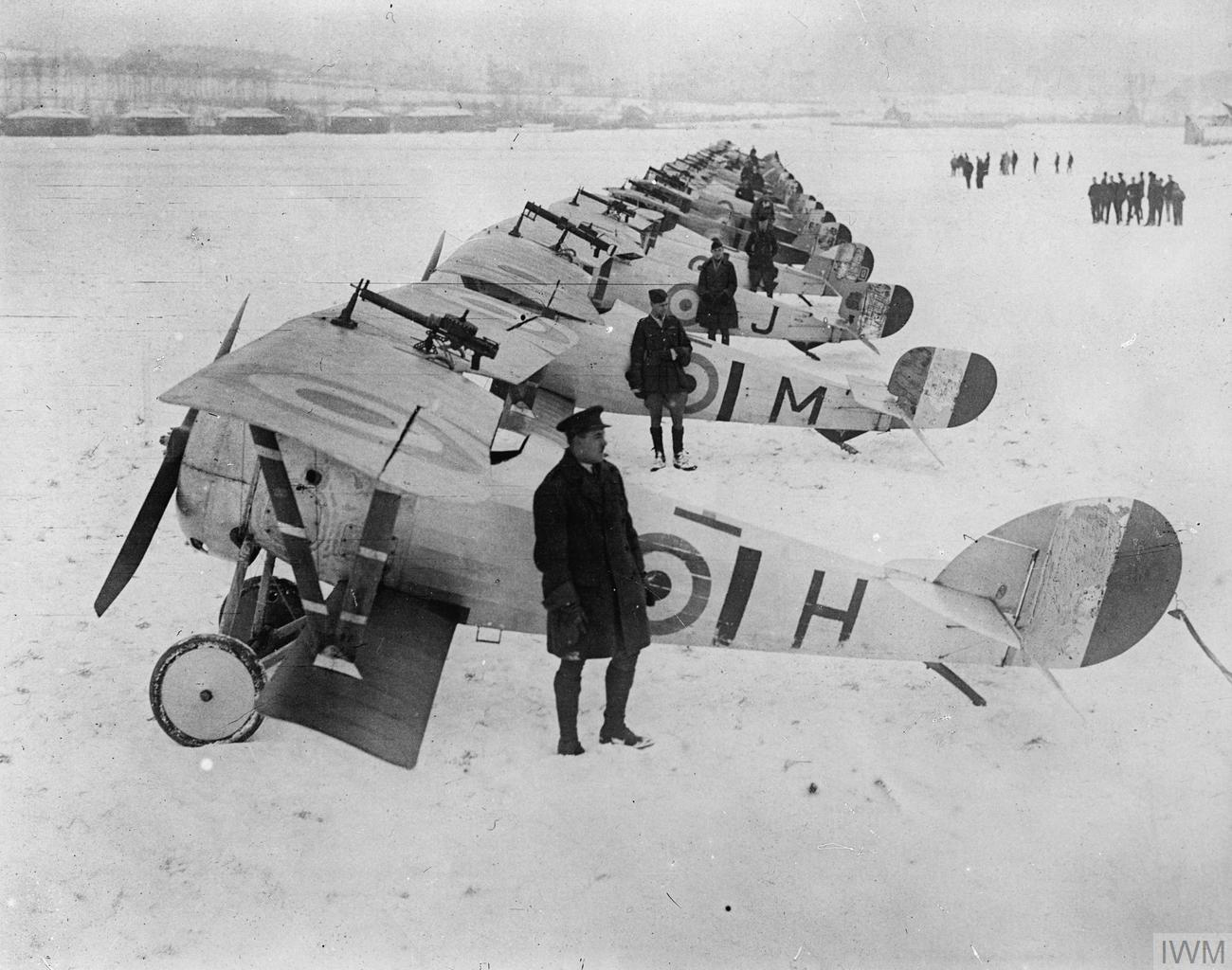
ニューポール 27 C.1（手前の1機） ニューポール 24bis C.1（後方）
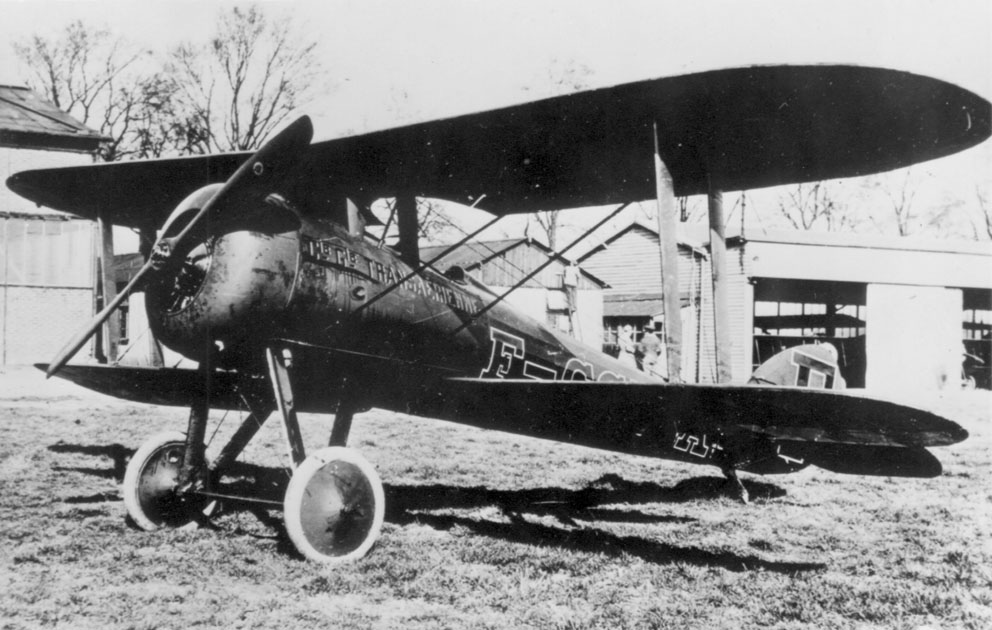
ニューポール 28 C.1
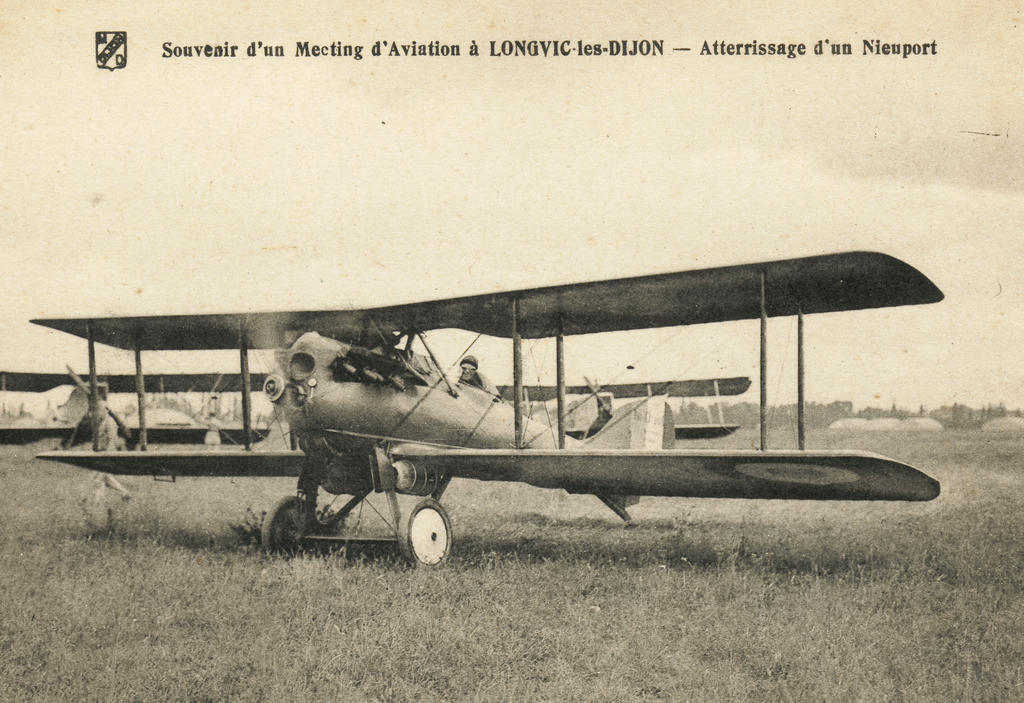
ニューポール・ドラージュ 29 C.1
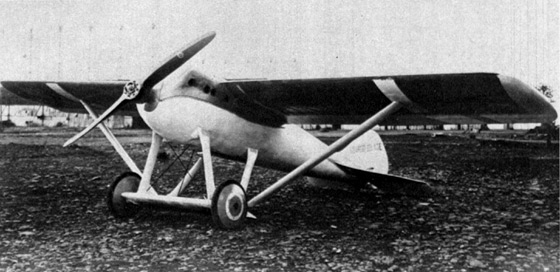
ニューポール・ドラージュ セスキプラン・レーサー